# Циндао Чжуннэн
«Циндао Хайню» (кит. 青岛海牛足球俱乐部, англ. Qingdao Hainiu F.C.,  бывший «Циндао Чжуннэн» (кит. 青岛中能)) — китайский футбольный клуб, выступающий в чемпионате Китая. Представляет город Циндао (провинция Шаньдун). Домашний стадион команды — Стадион Циндао Тяньхай вместимостью 20 525 зрителей. В настоящее время владельцем клуба является частная компания-производитель кабеля «Циндао Чжуннэн Груп» (англ. Qingdao Jonoon Group).

## История создания
Первоначально клуб был создан в 1990 году и назывался «ФК Экономической и торговой Комиссии Шаньдуна» (англ. Shandong Economic and Trade Commission Football Club). Затем название было изменено на Циндао Хайню (англ. Qingdao Hainiu), в переводе на русский — «морская корова» или «морской бык», с ним 31 декабря 1993 года команда получила профессиональный статус. 16 ноября 2002 года клуб обыграл со счётом 2-0 команду из Ляонина и завоевал первый существенный трофей за все время существования — Кубок Китайской футбольной ассоциации. После сезона 2004 года команду купила Группа компаний Чжуннэн, расположенная в Циндао (англ. Qingdao Jonoon Group), изменилось и название. «Циндао Чжуннэн» — один из самых известных клубов Китая, кроме того, он является одним из 12 клубов-основателей современной Суперлиги.

## Достижения
- По итогам сезона 2014 года

Результаты за все годы выступления
| Сезон    | 1990 | 1991 | 1992 | 1993 | 1994 | 1995 | 1996 | 1997 | 1998 | 1999 | 2000 | 2001 | 2002 | 2003 | 2004 | 2005 | 2006 | 2007 | 2008 | 2009 | 2010 | 2011 | 2012 | 2013 | 2014 |
| -------- | ---- | ---- | ---- | ---- | ---- | ---- | ---- | ---- | ---- | ---- | ---- | ---- | ---- | ---- | ---- | ---- | ---- | ---- | ---- | ---- | ---- | ---- | ---- | ---- | ---- |
| Дивизион | 3    | 3    | 3    | 2    | 2    | 1    | 2    | 1    | 1    | 1    | 1    | 1    | 1    | 1    | 1    | 1    | 1    | 1    | 1    | 1    | 1    | 1    | 1    | 1    | 2    |
| Место    | 3    | 3    | 1    | 21   | 1    | 11   | 2    | 9    | 6    | 10   | 11   | 132  | 8    | 11   | 112  | 7    | 14   | 8    | 8    | 13   | 14   | 6    | 12   | 15   | 5    |

- ↑ : без повышения в классе
- ↑ : не выбывает

Результаты выступлений в Кубке Китайской футбольной ассоциации
| Сезон     | 1995         | 1996         | 1997         | 1998         | 1999         | 2000         | 2001          | 2002    | 2003       | 2004          | 2005         | 2006         | 2011         | 2012            | 2013         | 2014         |
| --------- | ------------ | ------------ | ------------ | ------------ | ------------ | ------------ | ------------- | ------- | ---------- | ------------- | ------------ | ------------ | ------------ | --------------- | ------------ | ------------ |
| Результат | Первый раунд | Второй раунд | Второй раунд | Второй раунд | Второй раунд | Первый раунд | Четвертьфинал | Чемпион | Раунд 16-и | Четвертьфинал | Первый раунд | Первый раунд | Первый раунд | Четвертый раунд | Квалификация | Третий раунд |

Результаты розыгрыша Кубка Суперлиги
| Сезон     | 2004         | 2005          |
| --------- | ------------ | ------------- |
| Результат | Первый раунд | Четвертьфинал |

Результаты розыгрыша Суперкубка Китая по футболу
| Сезон     | 2002   |
| --------- | ------ |
| Результат | Призёр |

Результаты розыгрыша Кубка Королевы (Таиланд)
| Сезон     | 1995 |
| --------- | ---- |
| Результат | 3    |

- Чемпион второй лиги Китая: (1), 1992
- Чемпион первой лиги Китая: (1), 1994
- Серебряный призёр первой лиги Китая: (2), 1993, 1996
- Обладатель Кубка Китайской футбольной ассоциации: (1), 2002